# Kammer der Technik
La Kammer der Technik (en français La Chambre de technologie) était une organisation de la République démocratique allemande, dont la tâche était de rassembler des ingénieurs, des techniciens et des scientifiques dans des activités techniques. Fondée en 1946 dans la zone d'occupation soviétique en Allemagne par le Freier Deutscher Gewerkschaftsbund, la KdT correspond sur le plan technique à l'association des ingénieurs allemands (de) (VDI), reconstituée en Allemagne de l'Ouest, et peut conserver une certaine indépendance vis-à-vis du SED dans la mesure de ses possibilités. Elle offrait aux ingénieurs, techniciens et économistes d'entreprise l'opportunité de travailler ensemble au-delà de toutes les limites fixées par la planification et d'échanger des expériences au niveau international. Elle fait partie du Front national de la République démocratique allemande.

## Structure
Le siège social est l'ancien Dorotheenblock au 27 Ebertstraße à Berlin. L'immeuble de bureaux est construit de 1912 à 1914 comme siège pour et par le VDI.
La KdT est un membre indépendant et égal de dix organisations internationales dans des domaines et un membre fondateur de la Fédération Mondiale des Organisations d'ingénieurs. Elle a des relations particulièrement étroites avec les associations d'ingénieurs des pays socialistes. La KdT possède l'une des plus grandes bibliothèques scientifiques et techniques de la RDA.
La KdT est structurée selon les principes du centralisme démocratique. L'organe suprême est le congrès, composé de délégués des différentes branches. Les sociétés scientifiques et techniques, les associations professionnelles et les associations régionales sont subordonnées au Comité exécutif.
Les plus petites unités organisationnelles de la KdT sont les sections d'entreprise, environ 2 800 fin 1989. Les 15 organisations de district sont subdivisées en 12 centrales syndicales auxquelles sont rattachées plusieurs centaines de commissions spécialisées, de sous-commissions spécialisées et de groupes de travail régionaux. A la fin des années 1980, la KdT compte environ 300 000 membres.
Elle a sa propre maison d'édition, qui publie notamment le magazine mensuel Technische Gemeinschaft (organe du présidium de la KdT). Le magazine est publié de 1953 à août 1990. Les cotisations des membres sont perçues par la Postzeitungsvertrieb qui livre le magazine et reversées à l'association. Par ailleurs, la KdT est l'éditeur de 26 revues techniques, par exemple Kraftfahrzeugtechnik: Technische Zeitschrift des Kraftfahrwesens, publiée par Verlag Technik (Berlin) de 1951 jusqu'en juin 1990.
La Société de normalisation est une société scientifique et technique de la KdT pour la promotion de la normalisation, l'assurance qualité et l'amélioration de la qualité basée à Berlin.

### Missions
- Promotion du travail communautaire socialiste
- Promotion de la concurrence
- Diffusion et développement ultérieur des expériences des "Neuerer" (employés ayant participé à des inventions industrielles en RDA)
- "Soutenir l'organisation de la défense nationale", notamment en "équipant la NVA des dernières technologies"
- Formation d'une nouvelle intelligentsia technique issue des rangs des jeunes et des militants
- Mesures de planification pour la jeunesse
- Promotion de la qualification
- Éveiller l'intérêt des femmes pour les métiers techniques
- Participation à l'évaluation et à la diffusion de la littérature technique, en particulier de l'URSS
- Participation à l'élaboration des réglementations de normalisation, de typification et de qualité
- "L'illumination de l'intelligence technique de l'Allemagne de l'Ouest"

### Présidents
- 1946–1949 : Enno Heidebroek
- 1949–1959 : Hans Heinrich Franck
- 1959–1974 : Horst Peschel, à partir de 1974 président émérite de la KdT
- 1974–1987 : Manfred Schubert
- 1987–1992 : Dagmar Hülsenberg

### Distinctions
- Membre honoraire
- Oberingenieur
- Médailles d'honneur en bronze, argent et or
- Médaille Ernst Abbe (plus haute distinction de la KdT)

## Dissolution
Les tentatives au moment de la réunification allemande pour restructurer la KdT en association générale ou pour l'intégrer dans la VDI échouent. La KdT est dissoute avec ses filiales fin 1995.
En mars 1991, la division "Aviation" de la KdT déclare qu'elle rejoindra la "Lilienthal-Oberth-Gesellschaft", alors en préparation, avec effet au 1er janvier 1992. Les entreprises concernées devant encore se coordonner en interne, l'effet est retardé. Elle aboutit à la restructuration de la Deutsche Gesellschaft für Luft- und Raumfahrt au 1er janvier 1993.
Le centre de microélectronique de Francfort-sur-Oder, ouvert en 1985 en tant que centre de formation en microélectronique et opère sous le nom de KKDT Fortbildungs- und Umschulungs-GmbH depuis 1991 et possède des succursales à Schwedt, Potsdam, Cottbus, Neubrandenburg, Rostock, Erfurt, Strausberg et Müllrose, utilise les noms et l'emblème de la KdT à ce jour.